# مبدأ العلة الكافية
مبدأ العِلة الكافية او مبدأ السبب الكافي (بالإنجليزية: Principle of sufficient reason) وينص على الزام امتلاك كل شيء على استدلال أو سبب. قد تم توضيح هذا المبدأ وإبرازه بواسطة جوتفريد فيلهلم لايبنتس. مع العديد من من سبقوه، وتم استخدامه وتطويره بواسطة آرثر شوبنهاور ووليم بارت هاملتون.

## تاريخ
عادةً ما تُنسب الصيغة الحديثة  لهذا المبدأ إلى فيلسوف عصر التنوير المبكر غوتفريد لايبنتس . صاغها لايبنتس، لكنه لم يكن منشئها. تم تصور الفكرة واستخدامها من قبل العديد من الفلاسفة الذين سبقوه، بما في ذلك أناكسيماندر ،  بارمينيدس ، أرخميدس ،  أفلاطون وأرسطو ،  شيشرون ،  ابن سينا ،  توما الأكويني ، باروخ سبينوزا . غالبًا ما تتم الإشارة إلى ذلك في أنسيلم كانتربري : في عبارته "لأن الله لا يفعل شيئًا بدون سبب" وصياغة الحجة الوجودية لوجود الله . هناك علاقة أوضح مع الحجة الكونية لوجود الله . يمكن رؤية هذا المبدأ عند كل من توما الأكويني ووليام الأوكامي . 
ومن الجدير بالذكر أن الفيلسوف اللاحق لـكانط، آرثر شوبنهاور، قام بتوضيح هذا المبدأ، وكان هذا المبدأ موضوع رسالته عام 1813م. وقد قام بعض الفلاسفة بربط مبدأ السبب الكافي مع "لا شيء يأتي من لا شيء" (باللاتينية: Ex nihilo nihil fit)‏. حدد ويليام هاميلتون قوانين الاستدلال القياس الاستثنائي مع "قانون السبب الكافي، أو قانون السبب والنتيجة" وطريقة الدفع مع تعبيرها المضاد .

## صياغة
للمبدأ تعابير متعددة، ولعل أفضل تلخيص لها جميعا هو ما يلي:
- لكل كيان X ، إذا كان X موجودًا، فهناك تفسير كافٍ لسبب وجود X.
- لكل حدث E ، إذا حدث E ، فهناك تفسير كافٍ لسبب حدوث E.
- لكل قضية P ، إذا كانت P صحيحة، فهناك تفسير كافٍ لسبب كون P صحيحًا.

{\displaystyle \forall P\exists Q(Q\rightarrow P)}
يمكن فهم التفسير الكافي إما من حيث الاستدلالات أو المسببات، لأن لايبنتس، مثل العديد من فلاسفة تلك الفترة، لم يميز بعناية بين الاثنين. المبدأ الناتج مختلف تمامًا، اعتمادًا على التفسير المقدم (انظر ملخص باين لجذر شوبنهاور الرباعي ).
إنه سؤال مفتوح ما إذا كان يمكن حساب مبدأ السبب الكافي على البديهيات (المسلمات) ضمن البناء المنطقي مثل نظرية رياضية أو فيزيائية، لأن البديهيات هي افتراضات مقبولة على أنها ليس لها أي مبرر ممكن داخل النظام.يعلن المبدأ على أن جميع الافتراضات التي تعتبر صحيحة داخل النظام يجب أن تكون قابلة للاستدلال من مجموعة البديهيات في قاعدة البناء (أي أنها تنشأ بالضرورة إذا افترضنا أن بديهيات النظام صحيحة).ومع ذلك، فقد أظهر غودل أنه لكل نظام استنتاجي معبر بما فيه الكفاية توجد قضية لا يمكن إثباتها أو دحضها (انظر مبرهنات عدم الاكتمال لغودل).

## وجهة نظر لايبنتس

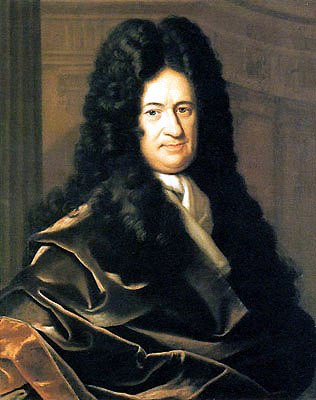
غوتفريد فيلهلم لايبنتس(1646م-1716م)، هو فيلسوف وعالم طبيعة وعالم رياضيات ودبلوماسي ومكتبي ومحام ألماني، ويعتبر أول من صاغ مبدأ العلة الكافية بشكله الحديث.

حدد لايبنتس نوعين من الحقيقة، الحقائق الضرورية والطارئة. وزعم أن الحقائق كلها مبنية على مبدأين: (١) عدم التناقض ، (٢) العلة الكافية. ويقول في المونادولوجيا :
ترتكز استدلالاتنا على مبدأين عظيمين، مبدأ التناقض، الذي بموجبه نحكم على ما يتضمن تناقضًا بالكذب، وحقيقة ما يعارض أو يتناقض مع الباطل؛ ومبدأ العلة الكافية، التي بموجبها نعتقد أنه لا يمكن أن تكون هناك حقيقة حقيقية أو موجودة، ولا يوجد قول صحيح، ما لم يكن هناك علة كافية لماذا يجب أن تكون كذلك وليس غير ذلك، على الرغم من أن هذه الأسباب عادة لا يمكن معرفتها عن طريقنا.
( الفقرتان 31 و 32 )

يمكن استخلاص الحقائق الضرورية من قانون الهوية ( ومبدأ عدم التناقض ): «الحقائق الضرورية هي تلك التي يمكن إثباتها من خلال تحليل المصطلحات، بحيث تصبح في النهاية هويات، تمامًا كما في معادلة الجبر إن التعبير عن الهوية ينتج في النهاية عن استبدال القيم [للمتغيرات]. أي أن الحقائق الضرورية تعتمد على مبدأ التناقض. والعلة الكافية لوجود الحقيقة الضرورية هي أن نفيها تناقض.
اعترف لايبنتس بالحقائق المشروطة، أي الحقائق في العالم التي ليست بالضرورة صحيحة، ولكنها مع ذلك صحيحة. وحتى هذه الحقائق المشروطة، بحسب لايبنتس، لا يمكن أن توجد إلا على أساس عِلل كافية. وبما أن العِلل الكافية للحقائق المحتملة غير معروفة إلى حد كبير للبشر، فقد لجأ لايبنتس إلى الأسباب الكافية اللامتناهية ، والتي يتمتع الله بإمكانية الوصول إليها بشكل فريد:
في الحقائق المشروطةِ، على الرغم من وجود المسند في الفاعل، لا يمكنُ اثبات ذلك أبدًا، ولا يمكن أبدًا اختزالُ الافتراض إلى مساواةٍ أو هوية، لكن القرار يستمر إلى ما لا نهاية، والله وحده يرى، وليس نهايةُ الأمرِ. القرارُ طبعاً، وهو غير موجود، ولكن اتصال الألفاظ أو احتواء المسند في الموضوع، إذ يرى ما في السلسلة.
بدون هذا التأهيل، يمكن النظر إلى المبدأ على أنه وصف لمفهوم معين للنظام المغلق ، حيث لا يوجد "خارج" لتزويد الأحداث غير المبررة بالأسباب. كما أنها تتعارض مع مفارقة حمار بوريدان ، لأنه على الرغم من أن الحقائق المفترضة في المفارقة ستقدم مثالًا مضادًا للادعاء بأن جميع الحقائق المشروطة يتم تحديدها بعِلل كافية، إلا أنه يجب رفض الفرضية الأساسية للمفارقة عندما يأخذ المرء بعين الاعتبار لتصور لايبنتس الانهائي النموذجي للعالم.
ونتيجة لذلك، فإن حالة حمار بريدان بين مرجتين، المندفعة نحو كِليهما بالتساوي، هي خيال لا يمكن أن يحدث في الكون.... لأن الكون لا يمكن أن ينقسم إلى النصف بواسطة مستويٍ مرسوم من خلال منتصف الحمار، والذي يتم قطعه عموديًا عبر طوله، بحيث يكون كلُ شيء متساويًا ومتشابهًا في كلا الجانبين ….فلا أجزاء الكون ولا أحشاء الحيوان متشابهة، ولا هي موضوعة بالتساوي على جانبيِ هذا المستوي العمودي. ولذلك، سيكون هناك دائمًا أشياءٌ كثيرةٌ داخل الحمارِ وخارجه، رغم أنها غير ظاهرة لنا، مما سيدفعه إلى السير في جانب واحد بدلاً من الجانب الآخر. وعلى الرغم من أن الإنسان حر، والحمار ليس كذلك، إلا أنه لنفس السبب يجب أن يكون صحيحًا أن حالة التوازن التام بين مسارين مستحيلة في الإنسان أيضًا.
( الثيوديسية ص 150 )

كما استخدم لايبنتس مبدأ العِلل الكافية لدحض فكرة الفضاء المطلق :
أقول إذن، إذا كان المكان كائنًا مطلقًا، لكان هناك ما يستحيل عليهِ، ولابد أن يكون هناك سبب كافٍ. وهو ما يتعارض مع بديهتي. وأنا أثبت ذلك هكذا. الفضاءُ شيءٌ موحد تمامًا؛ وبدون الأشياء الموضوعة فيه، لا تختلف نقطة واحدة في الفضاء اختلافًا مطلقًا في أي وجه عن نقطة أخرى في الفضاء. ومن هنا يترتب على ذلك (على افتراض أن الفضاء هو شيء في حد ذاته، إلى جانب نظام الأجسام فيما بينها،) أنه من المستحيل أن يكون هناك سبب يجعل الله، مع الحفاظ على نفس الوضع للأجساد فيما بينها، يضعها في الفضاء بطريقة معينة، وليس بطريقة أخرى؛ لماذا لم يتم وضع كل شيء بطريقة معاكسة تمامًا، على سبيل المثال، عن طريق تحويل الشرق إلى الغرب.

## كقانون للفكر
كان هذا المبدأ أحد قوانين الفكر الأربعة المعترف بها، والتي احتلت مكانًا في علم أصول التدريس الأوروبي للمنطق والاستدلال (وإلى حد ما الفلسفة بشكل عام) في القرنين الثامن عشر والتاسع عشر. لقد كان مؤثرًا في تفكير ليو تولستوي ، من بين الآخرين، في الشكل الرفيع الذي لا يمكن قبول التاريخ فيه على أنه عشوائي .
يوصف السبب الكافي أحيانًا بأنه مصادفة كل شيء مطلوب لحدوث تأثير (أي ما يسمى بالشروط الضرورية ). ربما يمكن تطبيق وجهة النظر هذه أيضًا على الأنظمة غير الحتمية، طالما أن العشوائية مدمجة بطريقة ما في الشروط المسبقة.

### قانون هاملتون الرابع: "لا تستنتج أي شيء دون أساس أو سبب"

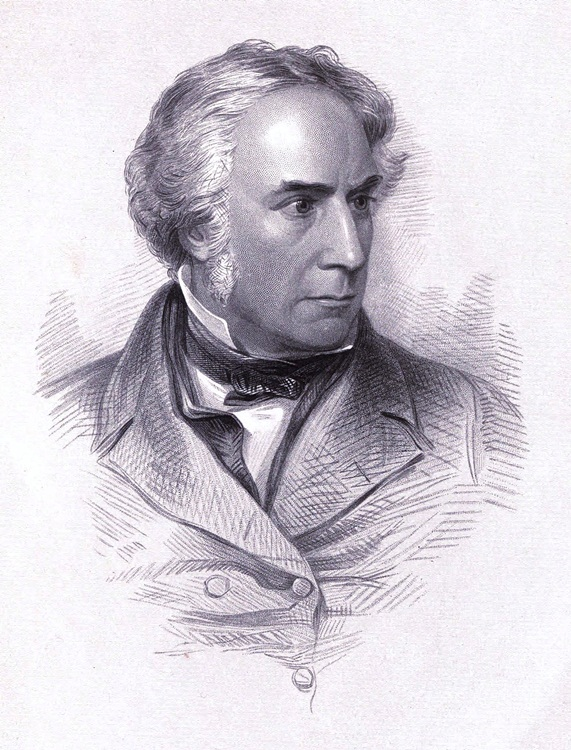
وليم بارت هاملتون (1788م-1856م)، هو فيلسوف ميتافيزيقي ومنطقي اسكتلندي، قال أن وجود سبب يستلزم نتيجة ووجود نتيجة يستلزم وجود سبب وعدم وجود أحدهما ينفي وجود الأخر.

إليكم كيف عبّر هاميلتون (في حوالي 1837م-1838م)  عن "قانونه الرابع" في محاضرته. خامسا المنطق. 60-61:
"أنتقل الآن إلى القانون الرابع.
" المساواة.السابع عشر. قانون السبب الكافي، أو قانون السبب والنتيجة
"السابع عشر. إن تفكير الشيء، الذي يتميز فعليًا بصفات إيجابية أو سلبية، لا يُترك لنزوة الفهم – ملكة التفكير؛ ولكن هذه القدرة يجب أن تكون ضرورية لهذا الفعل أو ذاك من أفعال التفكير من خلال معرفة شيء مختلف ومستقل عنه؛ عملية التفكير نفسها. يتم التعبير عن هذا الشرط لفهمنا من خلال قانون السبب الكافي؛ ولكن من الأصح تسميته بقانون السبب والنتيجة. تلك المعرفة التي يستلزم العقل من خلالها تأكيد أو افتراض شيء آخر، تسمى السبب المنطقي، أو السوابق ؛ وأن الشيء الآخر الذي يقتضي العقل تأكيده أو افتراضه يسمى النتيجة المنطقية ؛ والعلاقة بين السبب والنتيجة تسمى بالارتباط المنطقي أو النتيجة . يتم التعبير عن هذا القانون في الصيغة - لا تستنتج شيئًا بدون أساس أو سبب. (انظر شولز، لوجيك ، §19، وكروج، لوجيك ، §20، – ED)
" العلاقات بين السبب والنتيجة : إن العلاقات بين السببِ والنتيجة، عندما تُفهم في فكرٍ خالص، هي كما يلي:
1. عندما يُعطى السبب صراحةً أو ضمنًا، فلا بُد أن يكون هناك نتيجةٌ؛ والعكس بالعكس ، عندما يتم إعطاءُ نتيجةٍ، يجب أن يكون هنالك سببٌ أيضًا.
"2. حيثُ لا يوجد سبب، لا يمكن أن تكونَ هناك نتيجةٌ؛ والعكس صحيح ، حيث لا توجد نتيجة (سواء ضمنيًا أو صراحةً) لا يمكن أن يكون هناك سبب. وهذا يعني أن مفهومي السبب وما يترتب عليه، باعتبارهما نسبيين بشكل متبادل، يتضمنان ويفترض كل منهما الآخر.
" الأهمية المنطقية لهذا القانون : تكمن الأهمية المنطقية لقانون السبب والنتيجة في أن الفكر بموجبه يتكون من سلسلة من الأفعال كلها متصلة بشكل لا ينفصم، كل منها يستنتج الآخر بالضرورة. وهكذا فهو أن التمييز والتعارض بين المادة الممكنة والفعلية والضرورية، التي تم إدخالها في المنطق، هو عقيدة غريبة تمامًا عن هذا العلم."

## الأشكال الأربعة لشوبنهاور

آرثر شوبنهاور (1788م-1860م)، هو أحد أشهر الفلاسفة الألمان، قام بوضع أربعة نماذج لمبدأ السبب الكافي.

وفقًا لكتاب شوبنهاور "حول الجذر الرباعي لمبدأ العقل الكافي" ، هناك أربعة أشكال متميزة للمبدأ.
النموذج الأول: مبدأ السبب الكافي للصيرورة؛ يظهر كقانون السببية في الفهم.
النموذج الثاني: مبدأ العلة الكافية للمعرفة؛ ويؤكد أنه إذا كان الحكم للتعبير عن علم ما، فلا بد أن يكون له سبب أو سبب كاف، وفي هذه الحالة يقبل المسند صحيحا.
النموذج الثالث: مبدأ السبب الكافي للوجود؛ القانون الذي بموجبه تحدد أجزاء المكان والزمان بعضها البعض فيما يتعلق بتلك العلاقات. مثال في الحساب: كل رقم يفترض أن الأرقام التي تسبقه هي أساس أو أسباب لوجوده؛ "لا أستطيع الوصول إلى الرقم عشرة إلا من خلال مراجعة جميع الأرقام السابقة؛ وفقط بفضل هذه البصيرة في أساس الوجود، أنا أعرف أنه حيث يوجد عشرة، يوجد أيضًا ثمانية، ستة، ثلاثة." 
"الآن، كما أن المقترن الذاتي بالصنف الأول من التمثيلات هو الفهم، وذلك بالنسبة للثانية ملكة السبب، وذلك للإحساس المحض الثالث، كذلك فإن المصاحب الذاتي لهذه الفئة الرابعة وجد أنه المعنى الداخلي، أو الوعي الذاتي بشكل عام."  
النموذج الرابع: مبدأ السبب الكافي للتصرف؛ المعروف باختصار باسم قانون التحفيز. "أي حكم لا يتبع أساسه أو سببه الموجود مسبقًا" أو أي حالة لا يمكن تفسيرها على أنها تندرج تحت العناوين الثلاثة السابقة "يجب أن تكون ناتجة عن فعل إرادة له دافع". كما ينص اقتراحه في 43، "الدافع هو السببية التي ينظر إليها من الداخل".